# Tetragnatha acuta
Tetragnatha acuta là một loài nhện trong họ Tetragnathidae.
Loài này thuộc chi Tetragnatha. Tetragnatha acuta được miêu tả năm 1992 bởi Gillespie.